# 史學遷
史學遷（？—？），字惟良，號武麟，山西平陽府翼城县東河下人，明朝政治人物。

## 生平
萬曆十九年（1591年）辛卯山西鄉試舉人。萬曆二十年（1592年），登壬辰科第三甲第九十四名進士。兵部觀政，初任直隶威县令，政惟寬簡。二十二年調滑县，撫善戢暴，百度肅然。二十六年行取雲南道御史，三十一年巡按甘肃，巡茶川陕，三十三年巡按湖廣，三十五年屯田北直、山東、河南，三十七年督學江南，指陳時事，抗直不撓，多載名臣奏疏。所拔名士有常熟楊漣、保定府張銓等。四十五年京察去職，歸里後修東山煤道，建陵下橋，一時稱便。待弟學光友爱備至，建怡怡堂以同居，都人士多爲诗歌美之。悯翼城古禮久廢，編《四禮圖》一册，又著有《四書心言》、《麟經三易草》諸書，祀鄉賢。子史可觀，官鸿胪寺少卿，李自成攻山西時，自經殉國。

## 家族
曾祖史；祖父史鉉；父史元利。